# Alessandro Massignani
Alessandro Massignani (Valdagno, 10 luglio 1953) è uno storico italiano.

## Biografia
Ha prestato servizio nel 3º reggimento bersaglieri dal 1973 al 1977, dedicandosi allo studio della storia militare e collaborando inizialmente alla stesura della storia del reggimento. Si è poi dedicato all'attività di storico militare. È membro del Centro inter-universitario di studi e ricerche storico–militari, della Society for Military History statunitense, dell'International Naval Research Organization dell'US Naval Institute di Annapolis e dell'International Intelligence History Study Group di Amburgo.

## Opere
- Alpini e Tedeschi sul Don, 1991
- con Jack Greene, Rommel's North African Campaign (in it. Rommel in Africa Settentrionale), 1994
- Le truppe d'assalto austro-ungariche nella Grande Guerra, 1995
- con Vittorio Corà, Guida al Monte Ortigara. Itinerari e storia, 1996
- con Jack Greene, The Naval War in the Mediterranean 1940-1943, 1998
- con Andrea Curami, L'Artiglieria italiana nella Grande Guerra, 1998
- con Gianni Bellò, Guida al Monte Grappa. Itinerari e storia, 2001
- con Achille Rastelli, La guerra navale 1914-1918. Un contributo internazionale alle operazioni in Mediterraneo, 2002
- con Paolo Ferrari, Conoscere il nemico. Apparati di intelligence e modelli culturali nella storia contemporanea, 2003
- con Jack Greene, Il principe nero. Junio Valerio Borghese e la X Mas, 2008
- con Paolo Ferrari, Dietro le quinte. Economia e intelligence nelle guerre del Novecento, 2011
- La prima guerra mondiale 1914-1918. Una guerra moderna, 2014
- con Paolo Ferrari, Giovani e guerra. Una scuola al fronte 1914-1920, 2018
- con Jack Greene, Hitler Strikes North: The Nazi Invasion of Norway & Denmark, April 9, 1940, 2020